# Seri dymka
Seri dymka är en tvåvingeart som först beskrevs av Kessel 1961.  Seri dymka ingår i släktet Seri och familjen svampflugor. Inga underarter finns listade i Catalogue of Life.